# Lực tiếp xúc

Khối trên một mặt phẳng nghiên và giản đồ lực tương ứng cho thấy lực tiếp xúc giữa mặt phẳn nghiên và đáy của khối, đượctách thành hai thành phần, một lực lượng pháp tuyến N và một lực ma sát f, cùng với trọng lực mg tác động vào trọng tâm.

Lực tiếp xúc là bất kỳ lực nào yêu cầu tiếp xúc xảy ra. Lực tiếp xúc có mặt ở khắp mọi nơi và chịu trách nhiệm cho hầu hết các tương tác có thể nhìn thấy giữa các tập hợp vật chất vĩ mô. Đẩy xe lên đồi hoặc đá bóng qua phòng là một số ví dụ hàng ngày khi lực tiếp xúc hoạt động. Trong trường hợp đầu tiên lực được liên tục áp dụng bởi người lên xe, trong khi ở trường hợp thứ hai lực được tác động trong một  xung lực ngắn. Lực tiếp xúc thường được phân chia thành các thành phần trực giao, một lực vuông góc với (các) bề mặt tiếp xúc được gọi là lực pháp tuyến, và một lực song song với (các) bề mặt tiếp xúc được gọi là lực ma sát.
Nguồn gốc vi mô của lực tiếp xúc rất đa dạng. Lực pháp tuyến là hệ quả trực tiếp của nguyên lý loại trừ Pauli và không phải là lực thực sự: Các vật thể hàng ngày không thực sự tiếp xúc với nhau; đúng hơn, lực tiếp xúc là kết quả của tương tác của các electron tại hoặc gần bề mặt của các vật thể. Các nguyên tử ở hai bề mặt không thể xuyên qua nhau nếu không có sự đầu tư lớn về năng lượng vì không có trạng thái năng lượng thấp mà các phương trình sóng điện tử từ hai bề mặt chồng lên nhau; do đó không cần lực cực nhỏ để ngăn chặn sự xâm nhập này. Ở cấp độ vĩ mô hơn, các bề mặt như vậy có thể được coi như một vật thể duy nhất và hai vật thể không xuyên qua nhau do tính ổn định của vật chất, điều này một lần nữa là hệ quả của nguyên lý loại trừ Pauli, nhưng cũng là của các lực cơ bản của tự nhiên: Các vết nứt trên vật thể không tự mở rộng nhờ có lực điện từ tạo ra liên kết hóa học giữa các nguyên tử; bản thân các nguyên tử không bị phân rã vì lực điện từ giữa êlectron và hạt nhân; và các hạt nhân không bị tan rã do các lực hạt nhân.
Đối với ma sát, nó là kết quả của cả sự kết dính vi mô và sự hình thành liên kết hóa học do lực điện từ, và của các cấu trúc vi mô ứng suất vào nhau; Trong các hiện tượng sau, để cho phép chuyển động, các cấu trúc vi mô phải trượt trên nhau, hoặc phải thu được đủ năng lượng để phá vỡ nhau. Do đó, lực tác dụng chống lại chuyển động là tổng hợp của lực pháp tuyến và lực cần thiết để mở rộng các vết nứt cực nhỏ bên trong vật chất; lực sau lại do tương tác điện từ. Ngoài ra, biến dạng được tạo ra bên trong vật chất, và biến dạng này là do sự kết hợp của các tương tác điện từ (khi các electron bị hút vào hạt nhân và đẩy lẫn nhau) và của nguyên lý loại trừ Pauli, nguyên lý sau hoạt động tương tự như trường hợp của lực bình thường.